# Yusuf II di Granada
Abu al-Hajjaj Yusuf ibn Muhammad (in arabo أبو الحجاج "المستغني" يوسف بن محمد‎?; 1356 circa – 5 ottobre 1392) è stato l'undicesimo sultano nasride del Sultanato di Granada, l'ultimo Stato musulmano presente nella penisola iberica. Salì al trono nel 1391 dopo la morte del padre Muḥammad V.
Quando Yusuf aveva circa tre anni, suo padre fu detronizzato e la famiglia andò in esilio a Fès, la capitale del Sultanato merinide del Marocco. Suo padre riacquistò il trono nel 1362 e al giovane Yusuf fu affidato il comando dei Volontari della Fede, un gruppo di soldati nordafricani disponibili a combattere per l'emirato. Divenuto sultano dopo la morte di suo padre nel 1391, all'inizio governò in sua voce come reggente il suo visir, Khalid, finché quest'ultimo fu sospettato di cospirazione contro il sultano e giustiziato. Yusuf assunse quindi il controllo del suo governo e, nel luglio 1392, nominò come suo visir il poeta Ibn Zamrak, che aveva ricoperto lo stesso ruolo ai tempi di suo padre (il quale lo aveva imprigionato).
Yusuf continuò a rispettare il trattato di pace di suo padre con il vicino di Granada, la Castiglia, e firmò un trattato con un altro vicino cristiano, Giovanni I d'Aragona (regnante dal 1387 al 1396), nell'agosto 1392. Morì il 5 ottobre 1392, dopo meno di due anni sul trono. Uno scrittore cristiano medievale riferisce che fu ucciso da una tunica avvelenata donatagli dal sultano merinide Abu al-Abbas Ahmad. La morte per avvelenamento di Yusuf è considerata verosimile dagli storici moderni, ma la veridicità del rapporto è messa in dubbio e potrebbe apparire esagerata; nessun'altra fonte conferma tale versione. Gli successe il figlio Muhammad VII (al potere dal 1392 al 1408) e un altro figlio, Yusuf III (r. 1408-1417).

## Biografia

### Nascita ed esilio della famiglia

Cartina politica dell'Emirato di Granada

Yusuf fu il primogenito di Muhammad V di Granada (al potere dal 1354 al 1359 e dal 1362 al 1391), e l'unico nato durante il primo dei due regni del sultano. Sebbene la sua data di nascita risulti sconosciuta, lo storico Francisco Vidal Castro stima che nacque nel 1356 circa (756 nel calendario islamico), pochi anni dopo l'ascesa al trono di suo padre. Yusuf aveva circa tre anni quando suo padre fu detronizzato il 23 agosto 1359; un gruppo di uomini al comando di Muhammad el Bermejo (il futuro Muhammad VI) scalò le mura dell'Alhambra quella notte e insediò sul trono il fratellastro del sultano, Ismail II. Yusuf stava passeggiando con suo padre nei giardini del Generalife (in arabo Jannat al-‘Arīf) appena fuori dal complesso dell'Alhambra; ciò permise al sultano di fuggire a Guadix, nella parte orientale dell'emirato, prima di andare in esilio attraverso il Mar Mediterraneo a Fès, la capitale del Sultanato merinide in Marocco. Yusuf rimase a Granada, ma intorno al 25 novembre il nuovo sultano permise a lui e a sua madre di raggiungere il sultano detronizzato a Fez.
Muhammad V tornò in al-Andalus nell'agosto del 1361, formando una corte rivale nell'avamposto andaluso merinide di Ronda e dando inizio a una guerra civile contro Muhammad VI, che aveva detronizzato Ismail II un anno prima. Muhammad V, sostenuto da Pietro I di Castiglia, prese il sopravvento; Muhammad VI fuggì dall'Alhambra e cercò asilo presso Pietro il 13 marzo 1362. Muhammad V entrò nel palazzo reale abbandonato e riprese il trono; Muhammad VI fu assassinato da Pietro il 25 aprile e la sua testa fu inviata a Muhammad V.

### Ritorno ad al-Andalus

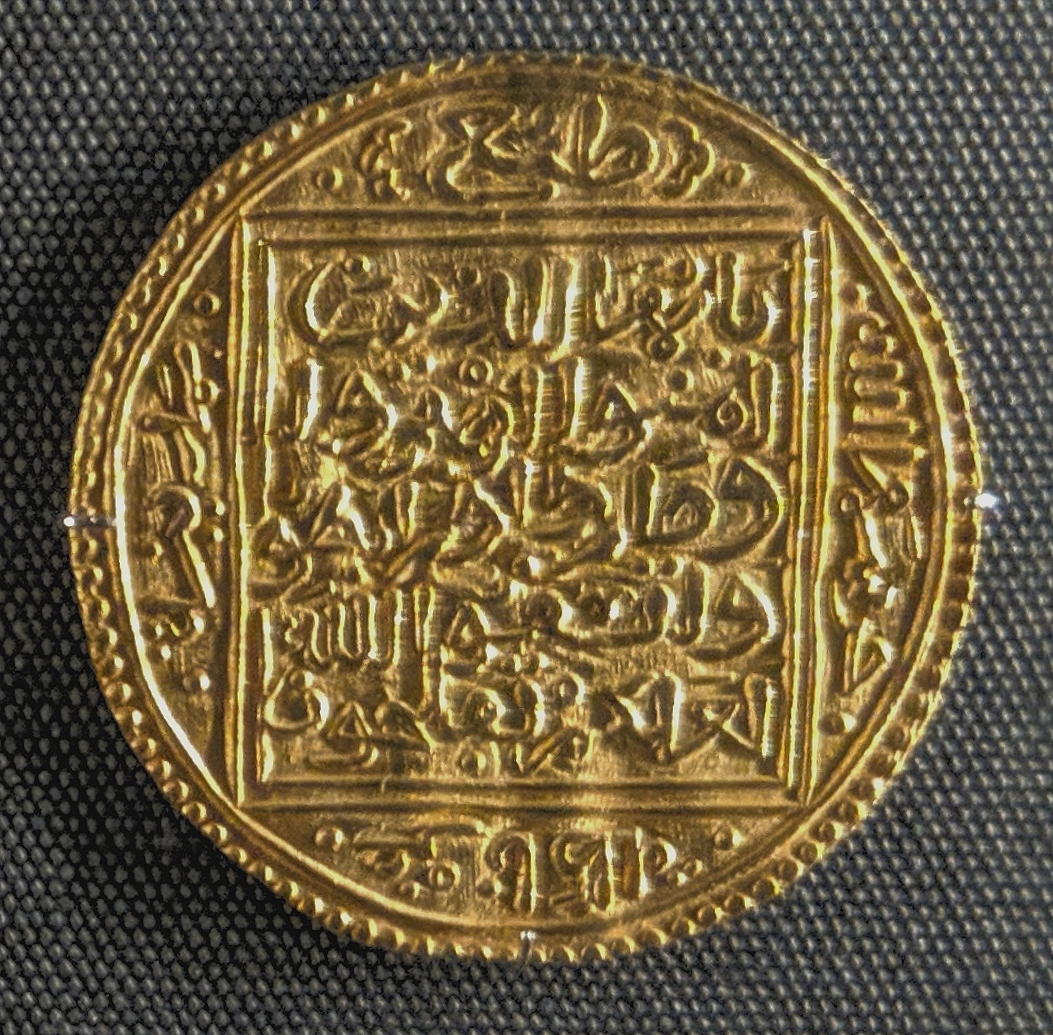
Moneta aurea Muhammad V, padre di Yusuf e uno dei sovrani Nasridi più longevi di Granada

Yusuf era ancora a Fès durante la seconda ascesa di suo padre, e il sultano merinide recentemente intronizzato, Abu Zayyan Muhammad II, tentò di sfruttarlo come merce di scambio in modo che Muhammad V gli restituisse il possesso di Ronda. Alla fine, i Merinidi cedettero e a Yusuf fu permesso di tornare a Granada con il visir di suo padre, Ibn al-Khatib (che era stato anche lui in esilio in Marocco), sebbene Ronda rimase sotto il controllo di Granada. Il gruppo di Yusuf arrivò a Granada, la capitale, il 14 giugno 1362. I suoi fratelli, Abu Nasr Sa'd, Nasr (entrambi probabilmente nati tra il 1362 e il 1369) e Abu Abdullah Muhammad, nacquero in seguito.
Yusuf fu circonciso tra l'ottobre del 1362 e l'ottobre del 1363, evento che ha spinto gli storici a individuare su quella base il suo anno di nascita, in quanto i ragazzi venivano abitualmente circoncisi all'età di sette anni. Muhammad rimosse dal suo incarico Yahya ibn Umar, shaykh al-ghuzat (capo) dei Volontari della Fede, dal suo incarico il 26 giugno 1363. I Volontari erano soldati nordafricani che combattevano per Granada, e il loro capo era sempre stato un principe dissidente imparentato con la dinastia berbera dei Merinidi; tuttavia, il sultano nominò il giovane Yusuf capo e Sa'd comandante. Yusuf ricevette anche un feudo esentasse da suo padre.
Muhammad V si rivelò uno dei regnanti più longevi della sua dinastia. Più o meno nel periodo in cui Yusuf raggiunse l'età adulta, fu arrestato e citato in tribunale con l'accusa di ribellarsi a suo padre; venne tuttavia assolto in seguito a un'indagine. Nel 1390, quando suo padre e Giovanni I di Castiglia (al potere dal 1379 al 1390) firmarono un trattato che estendeva la durata della pace tra i loro regni, Yusuf e il figlio di Giovanni, Enrico, aggiunsero le loro firme. Yusuf aveva circa 35 anni quando suo il padre morì nel gennaio 1391.

### Regno

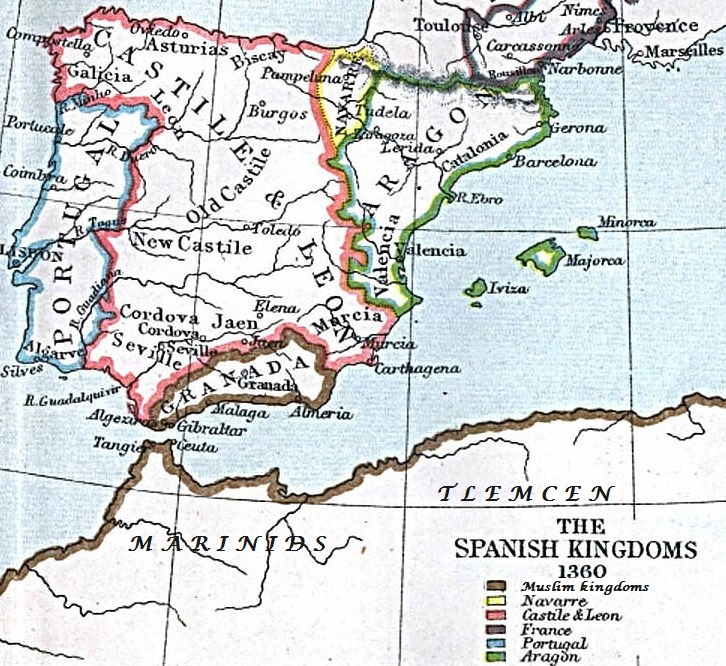
L'Emirato di Granada e i regni circostanti nel 1360

Yusuf II salì al trono il 15 gennaio 1391, giorno della morte di suo padre, e adottò il titolo onorifico regale di laqab e di al- Mustaghni bi-llah ("Colui che è soddisfatto di Dio"). Quel giorno inviò una lettera ad Alonso Yáñez de Fajardo, il castigliano adelantado di Murcia, confermando la continuazione della tregua che Muhammad V aveva firmato con Giovanni I nel 1390. Sebbene i trattati bilaterali normalmente scadessero alla morte di uno dei firmatari, il trattato del 1390 rimase in vigore perché entrambi i successori, Yusuf e anche Enrico III (r. 1390-1406), l'avevano siglato. Yusuf preservò la pace con l'Aragona, con il risultato che il re Giovanni I preservò buoni rapporti con Muhammad V. Nel marzo 1391, Yusuf inviò al sovrano aragonese una lettera in cui informava Giovanni della morte di suo padre e della sua intronizzazione; il re rispose inviando delle condoglianze di rito, esprimendo sorpresa per il ritardo del sultano nell'invio della lettera.
Durante il primo anno del suo regno, Yusuf imprigionò il poeta Ibn Zamrak (visir di suo padre) in una prigione di Almería. Il suo regno fu dominato da Khalid, il mawla di suo padre, che divenne il suo primo ministro (al-qaim bi-dawlati-hi, "l'ufficiale del suo governo"). Khalid imprigionò i tre fratelli del sultano e Yusuf non li vide mai più perché essi morirono in cattività. Yusuf ricevette un rapporto in cui si sospettava che Khalid stesse cospirando con Yahya ibn al-Saigh, il medico reale ebreo, per avvelenarlo. Il sultano ordinò che fossero giustiziati entrambi; Khalid fu legato e ucciso a colpi di spada in sua presenza, e Yahya fu imprigionato e decapitato (o avvelenato).
Yusuf assunse quindi il pieno controllo del sultanato. Pochi mesi prima della sua morte, dovette fronteggiare un'altra cospirazione guidata da suo figlio Muhammad (il futuro Muhammad VII, al potere dal 1392 al 1408). Il loro conflitto fu risolto pacificamente con l'aiuto del sultano merinide Abu al-Abbas Ahmad (r. 1374-1384; 1387-1393), e Muhammad riconobbe l'autorità di suo padre.
Nel luglio 1292, Yusuf ripristinò Ibn Zamrak nel ruolo di visir. Il 14 agosto firmò un trattato di pace quinquennale con l'Aragona, simile ai trattati precedenti. Il trattato sembrava favorire i sudditi musulmani dell'Aragona (in spagnolo mudejares); due settimane dopo, Giovanni I permise loro di apparire in pubblico senza un'autorizzazione specifica, precedentemente ritenuta obbligatoria. Il 29 agosto, Giovanni scrisse una lettera in cui autorizzava i musulmani di Saragozza a inviare un rappresentante alla corte nasride. La lettera non fu tuttavia mai inviata, probabilmente a causa della preoccupazione del re che potesse fornire un pretesto a Granada per intervenire nei suoi affari interni.

### Morte
Yusuf morì il 5 ottobre 1392 (16 Dhu l-Qa'da del 794 nel calendario islamico), all'età di circa 36 anni. La Cronaca castigliana di Giovanni II, ultimata in epoca successiva, testimonia che fu ucciso da una tunica avvelenata (in spagnolo aljuba) la quale era stata donata dal sultano merinide Abu al-Abbas. L'accusa si basava su una lettera di Fernán Sánchez, un cristiano che viveva nell'emirato, realizzata durante il regno di Yusuf III (r. 1408-1417). Sánchez scrive di aver «visto con gli [suoi] occhi» a Granada che il sultano si sentì male subito dopo aver indossato la tunica e «perì entro trenta giorni, con la carne staccatasi a pezzi». Nessun'altra fonte conferma la storia e, poiché Sánchez ha ritenuto molti resoconti simili di omicidi con abiti avvelenati, lo storico L. P. Harvey ha sostenuto che «si è riluttanti ad accettare tale versione come veritiera». Un altro storico, Francisco Vidal Castro, ha scritto che nonostante il «fantastico» (e forse alterato) resoconto, l'assassinio per avvelenamento è plausibile. Secondo Vidal Castro, è noto che il Sultanato merinide interferì con la politica di Granada; il figlio e successore del sultano, Muhammad VII, potrebbe aver cospirato con i Merinidi o altri cortigiani per avvelenare suo padre e impadronirsi del trono.

## Discendenza
La madre e i coniugi del sultano restano sconosciuti. Il primo figlio di Yusuf fu Yusuf III, e subito dopo nacque Muhammad VII; più tardi nacquero anche Abu al-Hasan Ali e Abu al-Abbas Ahmad. Ebbe inoltre una figlia, Umm al-Fath, moglie del futuro Muhammad IX. La storica Bárbara Boloix Gallardo ha sostenuto che Yusuf fu il padre di un altro sultano, Ismail III di Granada; secondo Vidal Castro, tuttavia, la genealogia di Ismail non risulta chiara. Non tutti i suoi figli ebbero la stessa madre; Muhammad VII era un fratellastro di Yusuf III e Umm al-Fath (fratelli pieni, circostanza la quale indica che Yusuf II ebbe più di un coniuge). Secondo la Storia della Casa Reale di Granada, realizzata nel XVI secolo da Juan de Mata Carriazo, «Muhammad Guadix» fu l'undicesimo sultano di Granada e morì nel 1392. Celebrò le nozze con Khadija, la figlia del sultano Abu al-Abbas Ahmad II (r. 1370-1394) hafside Ifriqiya; dal matrimonio nacque un figlio, Yusuf, che sarebbe stato anche lui sultano. Poiché l'anno della morte di Muhammad coincide con quello di Yusuf II (l'undicesimo sultano), Boloix Gallardo ha ritenuto che la fonte cristiana abbia identificato erroneamente Yusuf II come "Muhammad Guadix» (facendo luce sull'identità di uno dei suoi coniugi e della madre di suo figlio, Yusuf III). Una ricostruzione alternativa fornita da José Antonio Conde ha affermato che Yusuf II sposò una figlia del re di Fez.

### Esplicative
1. ↑  Un servitore, cliente o liberto: Vidal Castro: Yusuf II.
2. ↑  Ismail III non sempre appare negli elenchi dei sultani Nasridi compilati dagli storici moderni; è assente infatti in Harvey (1992), pp. 17-19 e in Arié (1973), appendice, Tabella 1.

### Bibliografiche
1. 1 2 3 4 5 6 7 8 9 10 11 12 13 14 15 16  Vidal Castro: Yusuf II.
2. ↑  Fernández-Puertas (1997), p. 18.
3. ↑  Arié (1973), p. 118.
4. ↑  Arié (1973), p. 117, nota 3.
5. ↑  Arié (1973), p. 122.
6. ↑  Vidal Castro (2004), p. 354.
7. 1 2  Arié (1973), p. 121.
8. ↑  Harvey (1992), p. 220.
9. ↑  Vidal Castro (2004), pp. 354-355.
10. ↑  Harvey (1992), p. 221.
11. ↑  Harvey (1992), p. 220.
12. ↑  Vidal Castro (2004), p. 355, nota 10.
13. ↑  Vidal Castro (2004), pp. 356-357.
14. ↑  Boloix Gallardo (2013), p. 85.
15. ↑  Boloix Gallardo (2015), p. 59.
16. ↑  Vidal Castro: Ismail III.
17. ↑  Boloix Gallardo (2013), p. 86.
18. ↑  Conde (1821), p. 166.